# Хјуз (Аљаска)
Хјуз (енгл. Hughes) град је у америчкој савезној држави Аљаска.

## Демографија
По попису из 2010. године број становника је 77, што је 1 (-1,3%) становника мање него 2000. године.
| Група             | 2000.     | 2010.    |
| Белци             | 8 (10,3%) | 1 (1,3%) |
| Афроамериканци    | 0 (0,0%)  | 2 (2,6%) |
| Азијати           | 0 (0,0%)  | 0 (0,0%) |
| Хиспаноамериканци | 8 (10,3%) | 0 (0,0%) |
| Укупно            | 78        | 77       |